# Marco Fincato
Marco Fincato (Padova, 6 ottobre 1970) è un ex ciclista su strada italiano, professionista dal 1996 al 2002.

## Carriera
Divenne professionista nel 1996 dopo una carriera dilettantistica in cui ottenne diversi successi, un secondo posto al campionato italiano e un quinto al campionato mondiale 1995, dopo un'avventurosa fuga nei primissimi kilometri di corsa.
Tecnicamente era un passista-scalatore. 
Nel suo anno di esordio tra i professionisti ottenne cinque vittorie, tra cui la Firenze-Pistoia, quell'anno valida come campionato italiano a cronometro.
Furono quelle le uniche vittorie fino al 2000, anno in cui arrivò il successo nella tappa di Locarno al Giro di Svizzera.

## Palmarès
- 1995 (dilettanti)

Classifica generale Giro della Regione Friuli Venezia Giulia
Astico-Brenta
Gran Premio Industria e Commercio di San Vendemiano
- 1996

Campionati italiani, Prova a cronometro
Firenze-Pistoia (valida come campionato italiano a cronometro)
1ª prova Trofeo dello Scalatore
Trofeo dello Scalatore
Cronoscalata della Futa-Memorial Gastone Nencini
- 1997

Cronoprologo Regio-Tour
- 2000

7ª tappa Giro di Svizzera (Locarno > Lugano)

## Piazzamenti

### Grandi Giri
- Giro d'Italia

1997: 46º
2000: 21º
- Tour de France

1996: 30º
1997: ritirato
1999: 53º